# Ursus C-4011

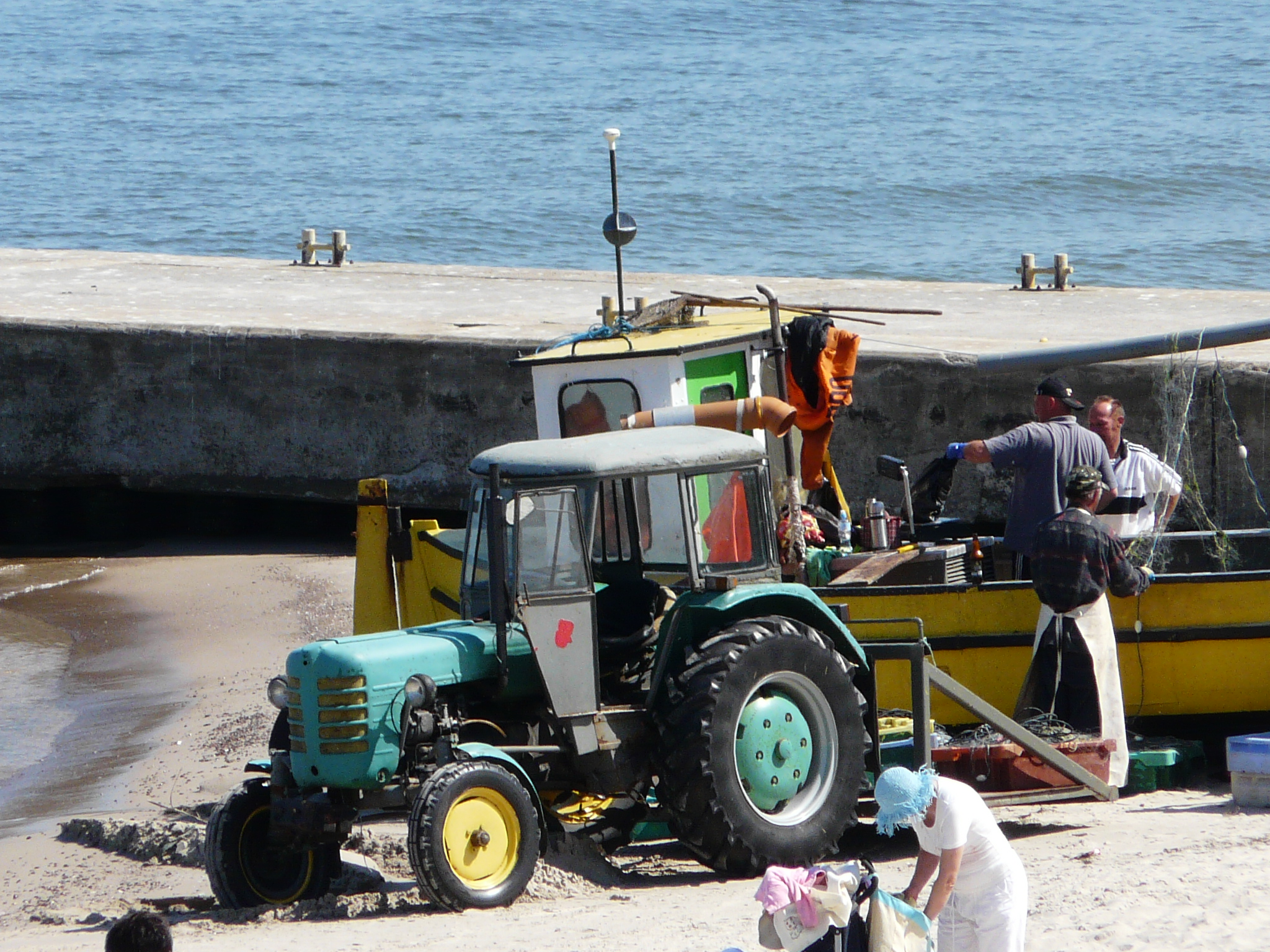
Ursus C-4011 na plaży w Niechorzu

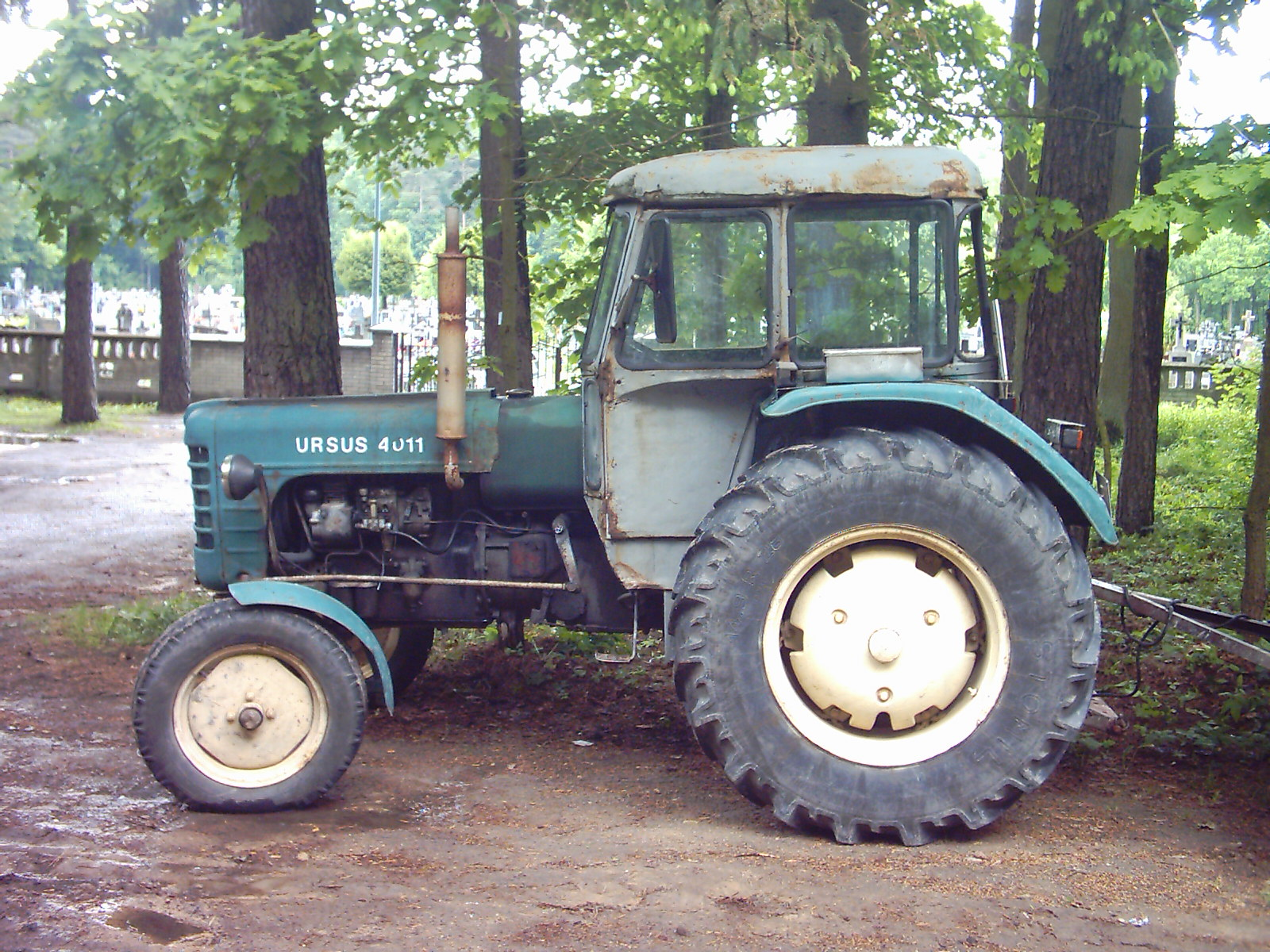
Ursus C-4011 z boku

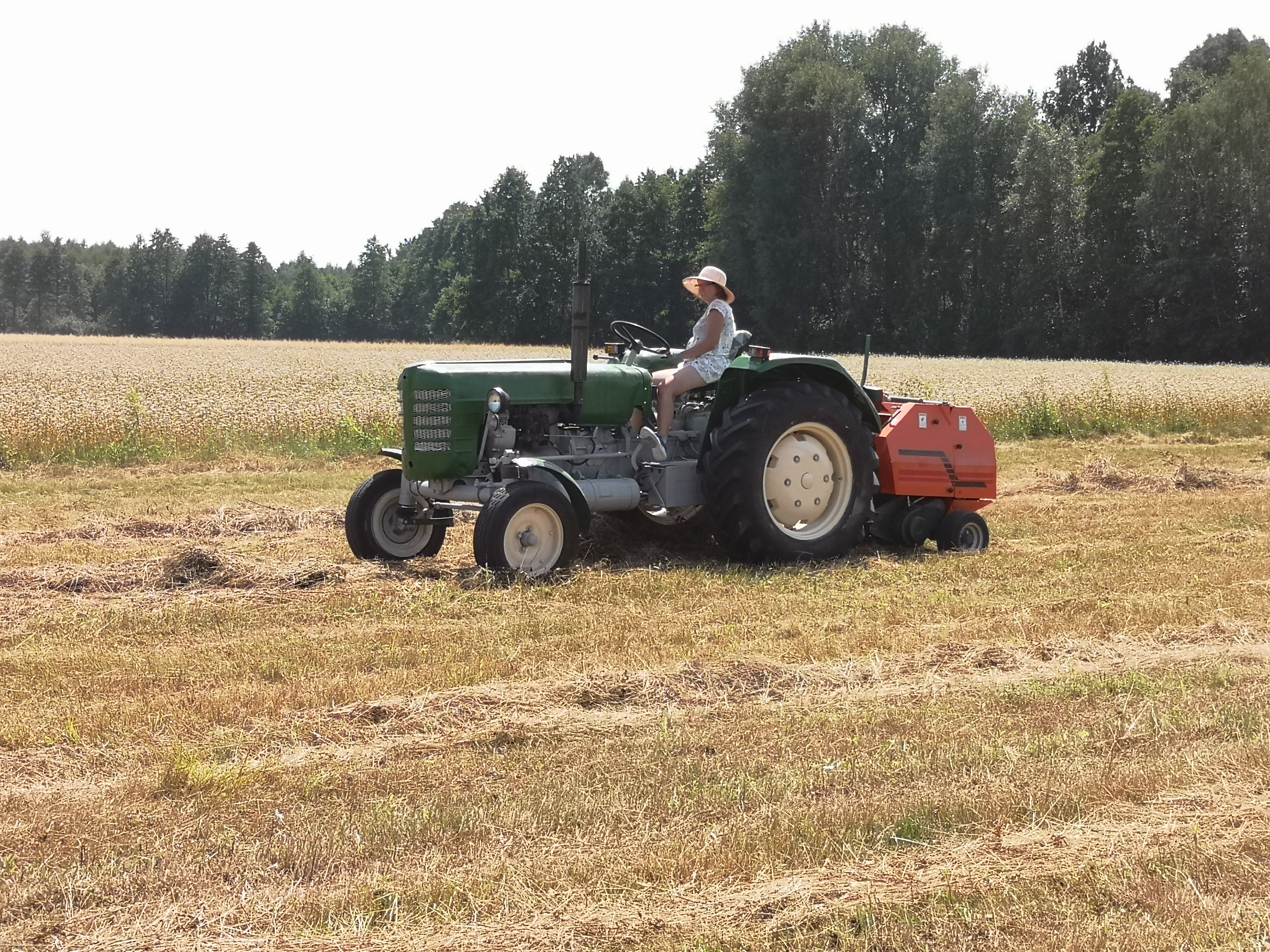
Ursus C-4011 bez kabiny podczas prac polowych

Ursus C-4011 – ciągnik rolniczy produkowany w latach 1965–1970 przez Zakłady Mechaniczne Ursus.

## Historia modelu
Przełom lat 50. i 60. w polskim rolnictwie przyniósł zapotrzebowanie na nowoczesne średnie i ciężkie ciągniki rolnicze. Wówczas narodził się pomysł nawiązania współpracy z fabryką ciągników ZETOR w Czechosłowacji. Jesienią 1961 r. udała się tam specjalna delegacja partyjno-rządowa na rozmowy o współpracy.
4 kwietnia 1962 roku została podpisana umowa pomiędzy Rządem PRL a Rządem CSRS, obowiązująca do 31 grudnia 1980 roku, o współpracy w produkcji ciągników, na mocy której strona polska zrezygnowała z produkcji średnich ciągników własnej konstrukcji i przyjęła licencję na ciągnik Zetor 4011. Pierwszy ciągnik wyjechał z hali fabrycznej 15 kwietnia 1965 r.
W kwietniu 1967 r. ciągnik C-4011 zdobył srebrny medal na Targach w Budapeszcie.
Do napędu ciągnika zastosowano 4-cylindrowy żeliwny silnik wysokoprężny typu S-4001 o pojemności skokowej 3120 cm³ i mocy maksymalnej 31 kW (42 KM). Produkcja została zakończona w 1970 roku po wyprodukowaniu 98 284 sztuk tego modelu. W następnych latach konstrukcja ciągnika C-4011 była rozwijana i modernizowana, dając początek serii ciągników Ursus C-355, Ursus C-355M, Ursus C-360, Ursus C-362 i Ursus C-360-3P, którego produkcję zakończono w 1993 roku. W sumie wyprodukowano 650 881 sztuk wszystkich odmian ciągników średnich.
Na bazie Ursusa C-4011 produkowane były koparko-spycharki Waryński KSH-45 przez zakłady Bumar-Waryński, a następnie w Fabryce Maszyn Budowlanych Bumar Proma w Ostrówku Węgrowskim.

## Dane techniczne
- Klasa – 0,9

Silnik:
- Typ – Ursus S-4001,
- Rodzaj – wysokoprężny, chłodzony cieczą
- Liczba cylindrów – 4
- Pojemność – 3120 cm³
- Moc znamionowa – 31 kW (42 KM) przy 2000 obr./min
- Max. moment obrotowy – 180 Nm przy 1500 obr./min
- Stopień sprężania – 17
- Średnica cylindra – 95 mm
- Skok tłoka – 110 mm
- Jednostkowe zużycie paliwa przy mocy znamionowej – 265 g/kWh
- Kolejność zapłonów – 1–3–4–2
- W pierwszych egzemplarzach był montowany dekompresator
- Pompa wtryskowa P24-05 produkcji Zakładu Aparatury Wtryskowej W.S.K. "PZL-Mielec"[6]

Układ napędowy:
- Sprzęgło – suche, tarczowe, dwustopniowe, sterowane mechanicznie
- Skrzynia biegów – niesynchronizowana, z reduktorem
- Liczba przełożeń w przód/wstecz – 10/2
- Blokada mechanizmu różnicowego – mechaniczna
- Przekładnia główna tylnego mostu – typu Oerlikon
- Zwolnice – przekładnia walcowa

Układy jezdne:
- Oś przednia nienapędzana, resorowana, typu rurowego, rozsuwana
- Hamulec zasadniczy szczękowy, sterowany hydraulicznie
- Max. prędkość do przodu 25,6 km/h przy ogumieniu 13–28

Układy agregowania:
- Podnośnik hydrauliczny z pompą o wydajności 20 l/min i ciśnieniu 10 MPa, regulacja pozycyjna, siłowa i mieszana produkcji Zjednoczonych Zakładów Archimedes we Wrocławiu
- Automatyczna regulacja głębokości orki poprzez cięgło centralne TUZ
- Układ hydrauliki zewnętrznej z jednym szybkozłączem
- TUZ kategorii II wg ISO, udźwig na końcach dźwigni dolnych 1200 kg
- Zespoły zaczepowe: górny zaczep transportowy, zaczep rolniczy wahliwy i belka narzędziowa
- WOM zależny i niezależny 540 obr./min
- Masa ciągnika bez obciążników 2190 kg

## Wersja eksportowa
Wersją eksportową modelu C-4011 o takich samych parametrach technicznych, był model C-350 produkowany w latach 1965 - 1970 przez Zakłady Przemysłu Ciągnikowego „Ursus” w Warszawie.